# チェリーエード

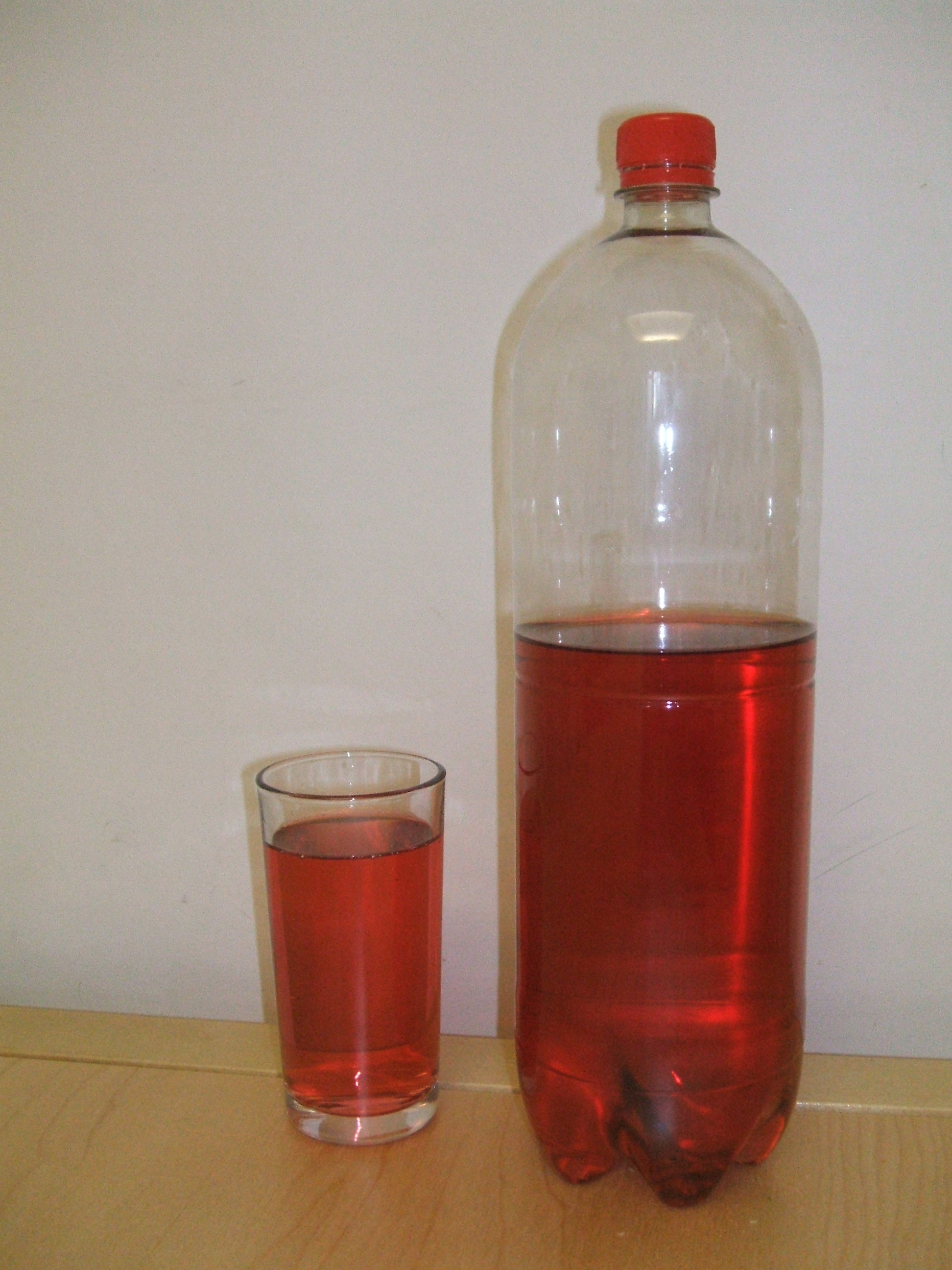
瓶とグラスに入ったチェリーエード

チェリーエード(Cherryade)は、チェリージュース（飲料）と炭酸水で作るソフトドリンクである。炭酸の入っていないものもある 。
レモネードの人気を受けて、ライムエードやジンジャービアとともに19世紀に初めて作られた。その濃い味と、皮膚や洋服を染めてしまうことで良く知られている。